# Supaplex
Supaplex es un videojuego de lógica creado por Michael Stopp y Philip Jespersen, dos estudiantes suizos, y publicado por Digital Integration en 1991. Es un clon mejorado de Boulder Dash.

## Historia
Este juego está sumamente inspirado en el juego Boulder Dash, optimizado para que pudiera caber en un disquete. Los diseñadores tuvieron que dedicar mucho tiempo a optimizar los gráficos. La versión original de Supaplex para Amiga tenía que caber en un disquete estándar de 880 KB, necesaria para funcionar en un estándar de Amiga 512 KB como la original A2000 o A500. La versión de Amiga no se puede copiar en el disco duro debido a la protección de copia y su formato de disco personalizado.
El juego original viene con 111 niveles, pero después se han publicado un sinfín de niveles no oficiales en Internet. El juego fue lanzado para los sistemas operativos Amiga y MS-DOS. Dos programadores de la región de Londres empezaron a desarrollar una versión completa para la Atari ST, pero nunca fue terminada debido a la escasez de apoyo gráfico. Posteriormente se han desarrollado remakes para Windows y versiones multiplataforma como Rocks 'n' Diamonds que funcionan en la mayoría de sistemas operativos modernos aprovechando su potencia gráfica. También hay adaptaciones de Supaplex disponibles para teléfonos móviles y tabletas.
Dado que la programación depende del hardware, la versión para PC de Supaplex funcionaba dos veces más rápido y causaba problemas de jugabilidad. Herman Perk descompiló el juego, lo depuró y lo volvió a compilar de nuevo. El resultado se conoció como SpeedFix. Asimismo se añadieron características adicionales sin cambiar el juego en sí.
Los desarrolladores del juego lo han declarado software gratis.
En 2020, se publicó una reimplementación de código abierto llamada OpenSupaplex, disponible en múltiples plataformas.

## El juego

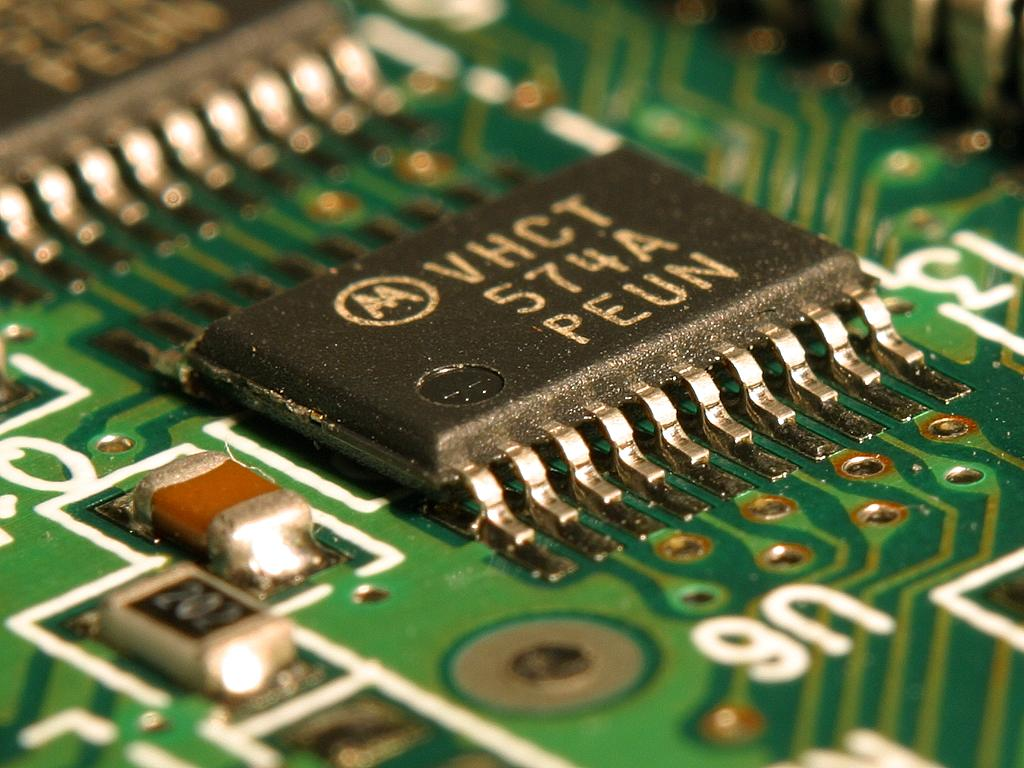
El entorno del juego se basa en el interior de una computadora. Diversos componentes electrónicos forman elementos clave del juego.

Es un juego muy difícil, sin embargo a diferencia de muchos juegos relacionados con Boulder Dash, la dificultad proviene de la solución de los puzles en cada nivel. Además, Supaplex no impone límite de tiempo para resolver los puzles, a diferencia de Boulder Dash. El programa permite dejar atrás hasta tres niveles sin resolver para poder continuar.
La mayoría de los objetos tienen un comportamiento idéntico a los originales en Boulder Dash. El personaje principal, Murphy, debe de ir recogiendo unos objetos llamado Infotrons, que recuerdan a las representaciones esquemáticas de los átomos, en lugar de diamantes como en Boulder Dash. En vez de rocas y tierra, los niveles están ambientados en el interior de un dispositivo electrónico con placas de circuito impreso llamadas simplemente base en el manual del juego, también hay unas esferas llamadas Zonks que son afectadas por la gravedad y pueden ser un peligro si caen en la cabeza de Murphy. Hay chips de ordenador y otros componentes hardware muy vistosos como bobinas y relés. Los enemigos son unas tijeras que se mueven con un comportamiento previsible, llamadas Snik Snaks, y los electrons que se mueven en sentido contrario y, a diferencia de las anteriores, generan hasta 9 infotrons al explotar.
Supaplex introduce una serie de elementos nuevos que no estaban presentes en el Boulder Dash, incluyendo placas de circuito con errores, base de piezas que causa una amenaza para la vida. Si Murphy pasa junto a ellas en el momento en que se produce una Descarga electrostática, se limitará su movimiento.

Los disquetes son un elemento explosivo dentro del juego.

Los disquetes son explosivos. Vienen en tres colores diferentes que indican su utilidad: 
Discos Naranjas: Estos discos son afectados por la gravedad y explotan cuando se caen, o cuando son golpeados por otros objetos que le caen encima.
Discos Amarillos: Pueden ser empujados en cualquier dirección, sin importar la gravedad, simulando al juego Sokoban. Explotarán todos cuando Murphy accione un objeto especial con forma de osciloscopio llamado Terminal. Además un disquete amarillo puede explotar si un infotrón le cae encima.
Discos Rojos: Estos discos son recogidos por Murphy, acumulándose en un inventario. Se pueden soltar después donde hagan falta, alejándose rápidamente del lugar porque explotarán en unos segundos.

### Jugabildad
El personaje se mueve con las flechas o con el teclado numérico. La barra espaciadora si se mantiene presionada y selecciona una dirección sirve para comer algo fuera del alcance. El botón P pausa el juego. La tecla Escape hace explotar a Murphy para poder iniciar el nivel nuevamente.
Hay comportamientos que ha dado lugar a una serie de errores conocidos que pueden suponer una ventaja para el jugador, muchos de los cuales deben ser usados para completar los niveles no-oficiales.

## Clones del Supaplex
Megaplex es un clon del original Supaplex que se ejecuta en Windows. Así como el original de 111 niveles, el jugador es capaz de crear y compartir sus propios niveles con un editor de niveles. Se basa en la mejora del código máquina de Supaplex, que le hace 100% compatible con todos los niveles originales Supaplex y los hechos por terceros, pero no incluye ninguna información de puntuación.
Rocks 'n' Diamonds es una plataforma de puzles de este estilo, que clona a Supaplex, Sokoban, Boulderdash y Emerald Mine entre Otros. Hace uso de las modernas capacidades gráficas de los ordenadores actuales y funciona en Windows, Linux, Mac y Emuladores. Tiene un editor de niveles muy avanzado y en las páginas de Internet se pueden encontrar además de los niveles originales de cada juego, más de 50.000 niveles no-oficiales.
El juego original, realizado por sus creadores, se puede conseguir en Internet, pero parece no ser compatible con Windows XP y posteriores. En su reemplazo ha aparecido el Supaplex 3000, muy similar, pero que contiene errores insalvables en las etapas denominadas: "Bombastic", "Time runner", "Little pleasure", "Fill in", "The eld pitch!", "Path finder", "Hurry up", "One way", "Inspin-Outspin", "Time is info", "Flip and flop" (ni siquiera se puede iniciar), "Timing", "Mixed salad" y "Joystick-Handline".
Sin embargo, si bien es cierto no se puede ejecutar el juego directamente en ordenadores que usen Windows VISTA, 7 y 8 (ya que no hay compatibilidad), se puede descargar el juego original desde Elmer Productions y se puede ejecutar usando un emulador de D.O.S, como el DosBox Portable, su uso es sencillo y permite jugar Supaplex con total comodidad, con velocidad de juego ajustable y con audio bastante bueno.